# Stenele aletis
Stenele aletis là một loài bướm đêm trong họ Geometridae.